# Elektrický stroj
Elektrické stroje je v elektrotechnice obecné označení pro stroje využívající elektromagnetické síly, například elektromotory a elektrogenerátory. Elektromotory převádějí elektrickou energii na mechanickou sílu a generátory naopak. Pohyb může být rotační nebo lineární. Mezi elektrické stroje jsou řazeny i transformátory, přestože nemají pohyblivé součásti, protože také mění elektrickou energii (na jinou velikost elektrického napětí a střídavého proudu).
Elektrické stroje byly objeveny v polovině 19. století a od té doby se rozšířily do všech oblastí života a průmyslu. Vývoj pokročilých a úspornějších elektrických strojů přispívá ke strategii zelené a udržitelné energie.

## Točivé stroje

### Motor
Elektromotory je točivý elektrický stroj, který převádí elektrickou energii na mechanickou energii. Motor pracuje v prvním nebo třetím kvadrantu grafu momentu a otáček. Většina elektromotorů využívá pro vytvoření mechanické síly magnetické pole a elektrické vodiče (cívky), případně permanentní magnety. Elektromotory jsou používány k pohonu nejrůznějších zařízení (ventilátor, kompresor v ledničce, mixér, vrtačka, elektromobil, pásový dopravník, čerpadlo, pevný disk v počítači a další). Elektromotory mají dvě hlavní části: stator a rotor. Stator je pevná, nepohyblivá část. Obvykle se uvnitř statoru nachází rotor, který je umístěn na hřídeli a je roztáčen vzájemným působením spřaženého magnetického pole mezi ním a statorem. Podle způsobu napájení rozeznáváme střídavý motor a  stejnosměrný motor. Existuje i univerzální motor, který je variantou stejnosměrného motoru.

### Generátor
Elektrický generátor je točivý elektrický stroj, který slouží k přeměně mechanické energie (resp. točivého pohybu) na elektrickou energii.  Generátor pracuje ve druhém kvadrantu grafu momentu a otáček. Generátor vytváří uspořádaný pohyb elektronů v elektrickém vodiči v uzavřeném elektrickém obvodu. Lze ho přirovnat k čerpadlu, které pohybuje vodou v uzavřeném okruhu potrubí, ale samo žádnou vodu nevytváří. Generátor musí být roztáčen primárním zdrojem mechanické energi (točivého pohybu), což může být parní stroj, turbína (vodní, plynová, větrná, parní), ruční klika nebo jiné zdroje mechanické energie. V elektrárnách se používá soustrojí turbíny a generátoru, které nazýváme turbogenerátor.
Elektrický generátor má dvě hlavní části: stator a rotor. Stator je pevná, nepohyblivá část. Uvnitř statoru se nachází rotor, který je umístěn na otáčející se hřídeli. Na hřídel je přiváděna mechanická energie. Ve vodiči, který se pohybuje v magnetickém poli, se indukuje elektrický proud. Spřažený magnetický tok je vytvářen budicím vinutím (na statoru nebo rotoru). Ve druhé části cívek, prostřednictvím vzájemného pophybu a změně magnetického toku, tj. elektromagnetické indukce vzniká elektrické napětí, které vyvolá elektrický proud a elektrickou energii. Existují i jiné principy generátorů.
Mezi generátory patří dynamo, alternátor, termočlánek, radioizotopový termoelektrický generátor a další.

### Dělení podle principu
| Stroj          | Stroj          | Materiál                        | Materiál | Kluzné kontakty | Kotevní vinutí | Budící vinutí | Otáčky                                     | Moment                                                                    |
| Stroj          | Stroj          | stator                          | rotor    | Kluzné kontakty | Kotevní vinutí | Budící vinutí | Otáčky                                     | Moment                                                                    |
| -------------- | -------------- | ------------------------------- | -------- | --------------- | -------------- | ------------- | ------------------------------------------ | ------------------------------------------------------------------------- |
| DC             | DC             | může být masiv ale bývá líštěný | lištěný  | komutátor       | rotor          | stator        | {\displaystyle n={\frac {U_{i}}{k\phi }}}  | {\displaystyle M=kI\phi }                                                 |
| AC asynchronní | kotva nakrátko | lištěný                         | lištěný  | -               | .-             | -             | {\displaystyle n={\frac {60*f}{2p}}(1-s)}, | {\displaystyle M={\frac {2M_{max}}{s_{z}}}s}                              |
| AC asynchronní | vinutá kotva   | lištěný                         | lištěný  | kroužky         | rotor          | -             | {\displaystyle n={\frac {60*f}{2p}}(1-s)}, | {\displaystyle M={\frac {2M_{max}}{s_{z}}}s}                              |
| AC synchronní  | AC synchronní  | lištěný                         | masiv    | kroužky         | stator         | rotor         | {\displaystyle n={\frac {60*f}{2p}}},      | {\displaystyle M={\frac {3}{\omega _{s}}}{\frac {UE}{X_{d}}}\sin \delta } |

p = počet pólových dvojic (pólpárů); 2p = počet pólů
- DC stroj v generátorovém režimu se nazývá dynamo
- AC stroj (nejčastěji synchronní) v generátorovém režimu se nazývá alternátor

## Netočivé stroje

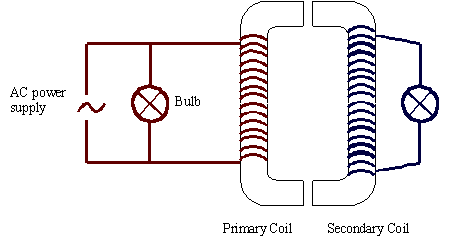
Transformátor s žárovkami signalizujícími přítomnost napětí na primárním (vlevo) a sekundárním (vpravo) vituntí

### Transformátor
Transformátor je netočivý elektrický stroj, který převádí střídavý proud na vyšší nebo nižší elektrické napětí beze změny frekvence a výkonu pomocí elektromagnetické indukce přenosem z primárního na sekundární vinutí. Střídavý nebo pulzující proud vytváří v primárním vinutí magnetický tok proměnlivé intenzity, který se přenáší dle zákona o elektromagnetické indukci přes jádro transformátoru do sekundárního vinutí. Opakující se změna intenzity magnetického pole indukuje v sekundárním vinutí elektromotorické napětí (měřeno ve Voltech). Transformátor není schopen pracovat se stejnosměrným napětím, protože by nedocházelo ke změně intenzity magnetického pole a tím by se na sekundárním vinutí nemohlo indukoval elektrické napětí. U transformátorů platí, že poměr počtu závitů v primárním a sekundárním vinutí je roven poměru napětí v primárním a sekundárním vinutí a je roven převrácenému poměru proudu procházejícího primárním a sekundárním vinutím.
Existuje několik typů transformátorů: zvyšující a snižující transformátor, oddělovací transformátor, autotransformátor a dále pak například měřící transformátor, svařovací transformátor, třífázový transformátor, vysokofrekvenční transformátor, Teslův transformátor atd.

### Reproduktor
Reproduktor nebo sluchátka jsou netočivé elektrické stroje, které slouží k přeměně elektrické energie na mechanickou energii ve formě zvuku. Obvykle obsahují cívku, která jako elektromagnet indukuje elektromagnetické pole, které přitahuje membránou, která rozechvívá okolní vzduch.

## Další elektrické stroje
Mezi další elektrické stroje patří: servomotor, reluktanční motor, elektrostatický motor, elektrostatický generátor, homopolární motor, elektromagnet, stykač a další.